# Grootplaas
Grootplaas is een klein dorp in de onherbergzame regio ǁKaras in het uiterste zuiden van Namibië. Het dorp bestaat slechts uit enkele boerderijen.